# 無国籍ロマンス
「無国籍ロマンス」（むこくせきロマンス）は、1985年2月21日にビクター音楽産業より発売された荻野目洋子の4枚目のシングル。2枚目のアルバム『フリージアの雨』からの先行シングル。

## 制作・背景
表題曲は、坂本龍一がビクターのスタジオに籠って書き、2日ほどでオケ(伴奏)まで制作したという。当初はセカンドアルバムのタイトル曲にもなった「フリージアの雨」が4枚目のシングルとして発売される予定であったが、事務所の社長が納得しなかったために差し替えになったという経緯がある。当時坂本がアイドル歌手に楽曲を提供するのは珍しいことであったため、周囲の人間から驚かれることが多かったという。現在もファンの間で根強い人気のある1曲となっている。

## 収録曲
1. 無国籍ロマンス（3分17秒）
作詞：岡田冨美子／作曲：坂本龍一／編曲：入江純
2. たそがれエンジェル（3分59秒）
作詞：神田ヒロミ／作曲：島津行良／編曲：萩田光雄